# 師子遊戲三昧
師子遊戲三昧，又譯師子遊戲等持，佛教名詞，為三摩地的一種，出自《大般若經》。當佛陀進入這種三昧之中，將使三千大千世界震動。

## 概論
師子遊戲三昧當中的師子，是獅子的古稱。師子遊戲出自導論（Netti-pakaraṇa），為五方法之一，指以信根等善法，對治煩惱，令得四聖果。
在《摩訶般若波羅蜜經》中，這是三摩地的一種。當佛陀進入這種三昧時，會讓世界產生六種震動，使三惡道眾生投生人道及天道，利益一切有情。